# Palacio del Duque de Sessa
El Palacio del Duque de Sessa (en catalán: Palau del duc de Sessa) es un palacio academicista y barroco del municipio de Barcelona protegido como Bien Cultural de Interés Local. Situado en el distrito de Ciutat Vella, el Palacio Sessa o Larrard (nombres que también recibe) se encuentra en el extremo nordeste de la manzana delimitada por las calles Ancha, Plata, Virgen de la Merced y Simó Oller. Dispone de tres fachadas en las tres primeras calles y comparte una pared con la parcela vecina. El acceso principal se encuentra en la Calle Ancha.

## Descripción
De planta rectangular, la estructura en alzado de la casa comprende parte del sótano, la planta baja, el entresuelo, dos pisos y la azotea, si bien una parte del piso principal dispone de una planta intermedia producto de reformas modernas. En la azotea se encuentra una torrecilla con mirador que supera las tres plantas de altura. El acceso principal da paso a una amplia zona de vestíbulo y a un patio central cuadrangular de amplias dimensiones en el que surge la escalera noble de acceso a la planta principal o primera.
Las tres fachadas de la casa estructuran sus aperturas en ejes verticales de ritmo regular: portales en la planta baja, terrazas con alféizar en el entresuelo y balcones en voladizo en la primera y segunda planta. Los muros de la fachada principal están revestidos con un aplacado de piedra de Montjuic simulando un aparato regular que, entre los ejes de aperturas, se presenta acolchado, formando pilastras. En cuanto a las fachadas de la Calle de la Plata y de la Calle de la Merced, el aplacado de piedra solo llega al nivel del entresuelo, mientras que los niveles superiores ocultan los muros de ladrillo tras un enlucido de mortero. Los enmarcamientos y las losas de las terrazas están hechas de piedra, mientras que la barandillas, profusamente decoradas, son de hierro forjado y fundido. Dinteles, montantes y alféizares de puertas y ventanas sobresalen de la línea de la fachada por medio de una moldura simple, a excepción de la terraza central sobre la calle Ancha, profusamente decorada con elementos florales. El portal principal, obra del arquitecto Joan Soler i Faneca, substituye un proyecto anterior encargado por Josep Gaig. Está enmarcado por dos columnas estriadas y pilastras de orden compuestas sobre las cuales descansa un entablamento decorado con relieves vegetales que soporta las losas del balcón. El antiguo escudo de los Sessa fue arrancado.
Corona el edificio una cornisa que contiene ojos de buey elípticos y mascarones de desguace. Estos elementos formaban parte de un cubierta de vertientes primigenia u, al ser esta sustituida por una azotea de solera después de la Guerra Civil, perdieron su función de ventilación y desguace.
En relación con los elementos de mobiliario que conforman el interior, destaca la carpintería que conforma el portal principal, las terrazas y sus contraventanas. Decorados con florones y molduras curvas de estilo rocalla, esta carpintería podría ser del mismo siglo XVIII.
El patio central, alrededor del cual se vertebran las estancias de la casa, presenta los muros revestidos de piedra, y tanto el vestíbulo de acceso como la escalera principal cubren con bóvedas de pañuela fetas de ladrillo. Los pilares que sostienen los arcos que abren cada tramo son de piedra y presentan un orden cercano al dórico. En los muros se practicaron aperturas elípticas que proporcionan luz y ventilación a las estancias de la planta baja y del entresuelo. Destaca la barandilla de hierro forjado y fundido que recorre la escalera principal con profusa ornamentación a base de volutas. Culminando el tramo final de la escalera hay un portal de acceso a la planta noble, flanqueado por pilastras estriadas de orden compuesto y coronado por un entablamento con decoraciones vegetales que sostiene el escudo de los Llarrard.

## Historia
Aunque no se conserven en pie restos arquitectónicos anteriores al siglo XVIII, la parcela que ocupa la casa fue el resultado de la unión, en el siglo XVI, del Palacio del Arzobispo de Tarragona y la casa de Guillem Dala, ambos inmuebles adquiridos por Ramón de Cardona. La casa de los Cardona, que acogió la visita del rey Felipe II, fue a parar a manos de la familia Fernández de Córdoba, duques de Sessa, que al residir en la corte de Madrid, abandonaron la casa, que llegó a finales del siglo XVIII en estado de ruina total. Entre 1772 y 1778 se edificó de nueva planta la residencia del Virrey de Cataluña y duque de Sessa, a cargo de los arquitectos Josep Rivas Margarit y Josep Gaig y el constructor y carpintero Perdro Armet. Tan solo seis años después de que acabaran la obras, en el año 1784, el Duque de Sessa alquiló su casa a "Rentas del Tabaco", el monopolio fiscal de tabaco que tantos ingresos generó para el Estado y la Corona.
En el año 1799, el casal fue adquirido por Joan de Llarrard, cónsul de Dinamarca y banquero acomodado. Con el cambio de propiedad, la estructura del edificio sufrió importantes modificaciones: la supresión del escudo heráldico de los Sessa que coronaba el portal principal, el derribo parcial de la torre de la azotea y la sustitución de los arcos y las cubiertas de la escalera principal. Además, el inventario realizado con motivo del alquiler del edificio a "Rentas de Tabaco" rebela que gran parte de los elementos decorativos originales (pinturas, tapices, luces, mobiliario, etcétera) fueron retirados por el mismo propietario. Por esta razón, en el transcurso de la primera mitad del siglo XIX se procedió a una nueva decoración pictórica de muros y techos a cargo de Nicolau Planella y Joan Parés, cubriendo y/o haciendo desaparecer las pinturas originales, de artistas como Francesc i Manuel Tramulles y Josep Amadeu. Estas decoraciones decimonónicas, realizadas sobre tela y cartón, se localizan principalmente en tre grandes estancias de la planta noble alineadas a la Calle Ancha. Efectivamente, calas efectuadas en muros y techos demuestran la presencia de varias capas de pintura, todavía pendientes de estudio.
En época de los Llarrard, se esculpieron su escudo heráldico situado en el portal de acceso de la planta principal y se procedió a la construcción de una nueva escalera hacia el segundo piso y un patio de luces en la zona sudeste para iluminar y ventilar las cocinas. Mientras la mayoría de forjados (de viga de madera y bovedilla) se mantienen de origen, los suelos, de mosaico hidráulico, fechan de la segunda mitad del siglo XIX, como los falsos techos y los tabiques que subdividen los antiguos salones de las plantas principal y segunda, desvirtuando su estructura original. En el año 1893 la familia Llarrard alquiló la casa a la Escuela Pía Calasanz, que efectuó a mediados del siglo XX numerosas reformas que contribuyeron a transformar, todavía más, la imagen y el funcionamiento originales del edificio. La Casa de los Llarrard queda deshabitada desde los primeros años del siglo XXI, cuando la Escuela Pía abandonó el edificio.